# ジェノヴァの海戦
ジェノヴァの海戦(英: Battle of Genova)は、1795年3月14日にイタリア北西部の港町、ジェノヴァの沖合でピエール・マルタン少将指揮下のフランス艦と、ウィリアム・ホサム中将指揮下のイギリスとナポリ王国の連合艦隊によって行われた海戦である。この海戦でイギリスとナポリ王国の連合軍はフランス相手に勝利を収め、イギリスはフランス艦サ・イーラとサンスールを拿捕した。

## 前哨戦

### ベリックの拿捕
1795年初頭、イギリスの地中海艦隊の総司令官であるホサム中将は、艦隊をコルシカ島のサン・フィオレンツォ湾からリヴォルノに移動させた。このことはすぐに、フランス海軍のトゥーロン基地に伝わった。フランスは15隻の戦列艦、6隻のフリゲート、そしてブリッグとコルベット1隻ずつから成る艦隊を準備して、1795年3月2日に出港した 。この艦隊の指揮官はピエール・マルタン少将だったが、出港の目的ははっきりしなかった。輸送艦隊には、イギリスからコルシカ島を取り戻すための、5000人の侵略部隊が乗艦していたが、この輸送艦隊はトゥーロンを出港しなかった。フランス革命期の公安委員会が国民公会へ提出した報告書には、この艦隊は、敵から地中海の海運線の安全を確保するためのものだったと明記されている。
フランス艦隊は、一連の北東の強風により前進を阻まれたものの、3月7日早朝にはコルシカ島が見える位置まで来た。その時フランス艦隊の前方の艦は、イギリスの軍艦が、応急に仮設したマストをつけて走っているのを見た。この艦は74門のベリックで、1795年初頭に、ロワーマストが艤装からはずれ、端の方に転がって海に落ちたため、イギリス艦隊の他の艦と共にサン・フィオレンツォ湾で修理を受けていた。軍法会議で、マストを折らないための予防策が事前に施されていなかったことがわかり、艦長のウィリアム・スミス、一等海尉、そして航海長がベリックを首にされた。その後ホサムが艦隊を率い、「ベリック」の新艦長にアダム・リトルジョンを任命して、マストを仮設し、艦隊と共にリヴォルノへ航行させたのである。リトルジョンは間もなく、近づいてくる艦隊が、スペインの旗を掲げていたにもかかわらずフランスのものであると気づき、逃走することを決めた。マストが仮設であったため、「ベリック」の速度は著しく落ちた。このためフランスのフリゲートはベリックに近づいて、午前11時にアルセストが風下に回り、マスケット銃の射程内にある、風下に位置した敵艦の艦首を銃撃した。その後フランス艦ミネルヴとヴェスタールが、「ベリック」の射程内へと針路を変え、クォーターデッキへの戦闘態勢を整えた。正午には、「ベリック」の艤装は寸断され、帆はぼろぼろに裂けていた。戦闘中に4人の水兵が負傷し、リトルジョンはバーショットで頭部を切断された。この戦闘での唯一の戦死者はこのリトルジョンだった。指揮は海尉のネズビット・パーマーにゆだねられたが、パーマーは、「ベリック」が満身創痍でとても逃げられないこと、これ以上の抵抗も役に立たないことから他の士官との協議を決意し、その後「ベリック」の旗を下ろすように命じた。「アルセスト」の負傷者は、艦長と他の士官を入れて8人だった。降伏により、ベリックの士官と乗員は、何隻かのフランス艦に分乗した。

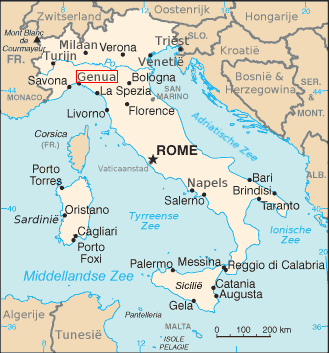
赤枠の部分がジェノヴァ、すぐ下にスペツィア。左下にコルシカ島が見える。

3月8日、フランス艦隊がサント＝マルゲリート島沖に2日前に姿を見せたという知らせがホサムに届いた。同じ日、より詳しい情報がもたらされ、スループの「モセール」がホサムの投錨地に近寄ってきて、北西の方向にいた艦隊に向けて信号を掲げた。ホサムの報告によれば、信号は艦隊に南に向かうように指示を出していたという。ホサムはただちに艦の艫綱を解いて、3月9日の早朝に海に出てコルシカ島へ向かった。その時点では、「ベリック」がどのような運命をたどったのかをまだ知らなかったため、ホサムはブリッグのタールトンをサン・フィオレンツォに派遣し、「ベリック」にカップ・コルス沖で自分たちと合流すよう指示を出すことにした。タールトンはその夜報告を持ち帰り、ホサムに「ベリック」が拿捕されたこと、フランス艦隊の最新と思われる位置を伝えた。そのためホサムは針路を変更し、北西を目指した。翌3月10日の朝、イギリス艦隊の視野にフランス艦隊が入ってきた。そこでフランス艦隊は南西の風に逆らいながら、トゥーロンへ向かって北方にZ字状に間切りをして進んだ。

### 英仏両艦隊の艦隊機動
英仏両艦隊は微風のためなかなか進むことができず、それから2日以上かけて徐々に接近した。3月12日の夕刻におあつらえむきの風が吹いて、このためイギリス艦隊は戦列を組むことができた。しかしフランスの艦隊はその場を離れた。3月12日の夜はかなりの突風が吹き荒れ、このため74門艦メルキュールがメイントップマストを飛ばされた。「メルキュール」は許可を得てフリゲートと共に艦隊を離れてグールジーン・ロードへ向かい、そこで拿捕艦の「ベリック」と出会った。「ベリック」もフリゲートを連れており、合流した全4隻はそのままトゥーロンに向かい、艦隊には戻らなかった 。3月13日の夜明けになってもフランスはなおも戦端を開くことを拒否しつづけたため、ホサムは総力での追撃を命じた。強風を利してイギリス艦隊がフランス艦隊に迫ったところ、フランスの後衛の3番艦であった80門艦サ・イーラが前方の80門艦のヴィクトワールと衝突した。ヴィクトワールの損傷は軽微だったが、「サ・イーラ」はフォアトップマストとメイントップマストを失い、艦隊から落後し始めた。

### フリーマントルの攻撃
36門艦インコンスタントの艦長トマス・フリーマントルはこの機会を利用して、「サ・イーラ」の艦首左に狙いをつけ、砲撃した。すると今度は36門艦「ヴェスタール」が「インコンスタント」に狙いをつけ、接近しながら何度か「インコンスタント」を片舷斉射し、「サ・イーラ」を曳航した。「サ・イーラ」の乗員は、既にトップマストの残骸を処理して、より小型のフリゲートに砲撃し、このため3人が戦死して14人が負傷した。その一方で自らも艦体の水際に砲撃を受けて、その場を離れざるを得なくなった。

### ネルソンの交戦
フリーマントルがその場を離れたため、ホレーショ・ネルソン指揮下のアガメムノンは急浮上し、10時45分には「サ・イーラ」の艦尾からの射程内に入った。1060人近い兵士と水兵を載せた「サ・イーラ」に比べると、「アガメムノン」には344人ばかりの乗員しか乗っておらず、また大砲の数も少なかった。しかし「アガメムノン」は、サミュエル・リーヴ艦長艦長率いるキャプテンと共に、大きな損害を受けた「サ・イーラ」に激しい砲撃を浴びせた。「サ・イーラ」はなおも「ヴェスタール」に曳航され続けていた。「キャプテン」はとりあえず、ネルソンを援護しようと前方に進み寄ってきたのであった。ネルソンはこの一騎討ちを続けたが、午後2時15分になってもっと多数のフランス艦が、「サ・イーラ」を援護しようと射程内に入ってきたため、「アガメムノン」をイギリス艦隊の戦列の定位置に戻した。イギリスの戦列は陣形を立て直していた。フランスの後衛艦隊が射程内に入って来て、74門艦ベッドフォードとエグモントが、フランスの最後尾の複数の艦と断続的に砲撃を交わしているためであった。フランス艦の中には120門艦サンキュロットや、74門艦ティモレオンもいた。そこでネルソンは、イギリス艦に包囲された「サ・イーラ」に、多くの死傷者と大きな損害を出した。

## 海戦

### サ・イーラ及びサンスール対キャプテン及びベッドフォード
戦闘はその日のうちに終わり、マルタンは120門艦の「サンキュロット」からフリゲートの「フリポンヌ」に移った。これは、1794年6月12日の議事規則の、提督は戦闘中は提督旗をフリゲートに掲げるという項の適用によるものだった。その夜、管理上の不注意または事故により、「サンキュロット」と艦隊との連絡が取れなくなり、「サンキュロット」はその後の戦闘に加われなくなって、フランス艦隊唯一の三層軍艦が艦隊からいなくなった 。夜が明けるまでの間に、今やマストのない艦となった「サ・イーラ」を曳航する役目が、ヴェスタールからサンスールに移り、夜が明けて、なおもフランス艦隊はZ字に進んでいるのが明らかになった。そして艦隊の後ろでは、サ・イーラとサンスールが孤立していた。イギリス艦隊は風上にあって有利に艦を進め、遅れ気味の2隻のフランス艦を監視していた。ホサムは74門艦「キャプテン」と「ベッドフォード」に信号を送った、それは、この2隻に近づいて攻撃するようにというものだった。風上から風下へと急行した「キャプテン」と「ベッドフォード」は、2隻のフランス艦を1時間15分に渡って叩きのめした。この間「キャプテン」はどうにか敵艦の側面射撃を耐え抜いた後、舷側を方向転換させたが、その結果帆と艤装、支索に大きな損害を受けた。「キャプテン」は信号を送って、戦闘の場から牽引してくれるように頼み、少し後に「ベッドフォード」も帆と偽装がひどく切断されるという損害を受けた。「キャプテン」では3人が戦死し、9人が負傷したがうち2人は致命傷だった。「ベッドフォード」では7人が戦死、負傷が18人だった。

### 後衛の防御

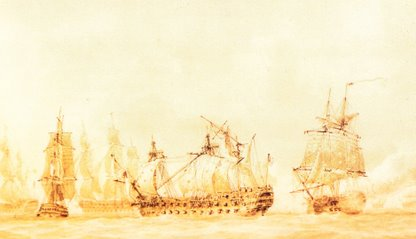
サ・イーラの拿捕　ニコラス・ポコック作

この時までに「サ・イーラ」と「サンスール」はかなりの損害を受けて、ほとんど無防備な状態だった。マルタンは今まさに艦尾方向へ応援に駆け付けんとしていた。この2隻に情報を伝えて、イラストリアスとクラジュースから守るのが狙いだった。この2隻のイギリス艦は、「ベッドフォード」と「キャプテン」に取って代わるべく、フランス艦の方へ近づいていた。マルタンは、デュケーヌにその戦闘の指揮を執らせようともくろんでいたが、風が凪いだため、長い間フランス艦は足止めされてしまい、デュケーヌは、艦首を風上に回そうと苦心惨憺した。そうするうちに、「デュケーヌ」は32門艦「ロウスタッフ」の射程内に入り込み、フランス艦隊同様に足止めされて無力なロウスタッフに砲撃した。「ロウスタッフ」の艦長ベンジャミン・ハロウェルは、下甲板の乗員を整列させた。しばらくたって、ナポリのフリゲート、「ミネルヴァ」が「デュケーヌ」の近くに寄ってきて、「ロウスタッフ」への注意を自分に向けさせた。「ロウスタッフ」は死傷者を出さなかったが、帆と艤装が切断された 。「デュケーヌ」は結局艦首を元に戻したが、風下に戦列を率いるようにというマルタンの命令に従う代わりに、風上の方へと向かった。
デュケーヌに率いられたフランスの戦列の後には、80門艦ヴィクトワールとトナンがいて、午前8時にこの2隻はイラストリアスとクラジュースの射程内に入り、両艦隊は激しい砲撃船を始めた。1時間に及ぶ戦闘の後、「イラストリアス」は艦体におびただしい砲弾を受け、フォアトップマスト、メインマスト、そしてミズンマストを失い、バウスプリットとフォアマストは損傷していた。「クラジュース」もまたメインマストとミズンマストを失った。3隻のフランス艦は最終的にその場を通り過ぎたが、この3隻に続く艦隊の艦はいなかった。「デュケーヌ」、「ヴィクトワール」、「トナント」は、「イラストリアス」と「クラジュース」の後方にいたイギリス艦に向けてわずかに砲撃を行ったが、その後「サ・イーラ」と「サンスール」を見捨てて離れて行った。マルタンはこの2隻を救助しようという気持ちはもはやなく、強くなりつつある順風の利を得て、再び北をめざした。一方でホサムは、前衛がひどく損傷を受けていて追跡できなくなっていたため、2隻のフランス艦の救援に甘んじた。この2隻は、艦隊が自分たちを見捨てたことが明らかになると、すぐさま降伏したそしてホサムはスペツィア湾に向かった。

## イラストリアスの損失
イラストリアスはフリゲートのメリーガーに曳航されて帰港した。強風が吹く3月17日の夜のことで、この強風により、「イラストリアス」を牽引していたロープが裂けた。壊れた砲門から水が漏り、また水がかぶったため、「イラストリアス」は仮ののミズンマストを失い、帆がずたずたになった。3月18日の昼間に前方に陸地が見え、2隻は東を目指したが、「メリーガー」は正午に「イラストリアス」と離れ離れになった。午後1時30分、搭載している大砲が事故で暴発し、砲門蓋がこわれたため中に水が入って来たため、「イラストリアス」の状況はさらに悪くなった。「イラストリアス」は砲門蓋が修理されるまで風上に向きを変え、北を目指そうとしたが、スペツィア湾の東側で座礁した。午後7時30分に浅瀬に突っ込み、艦長のトマス・フレデリックは投錨しようとしたが、錨綱が裂けて艦は陸地へ乗り上げた。風が強さを増して向きが変わったことで、「イラストリアス」の舵が流されてしまった。その翌日、「イラストリアス」の乗員は、錨綱を岸に打ち上げよう努力したが不成功に終わった。その夜に「タールトン」が到着したが、海が荒れていたためボートを着岸させられなかった。その翌日に「ロウスタッフ」と「ロムルス」が艦隊からボートを出して、「イラストリアス」の乗員を救出して物資を下ろしたのち、艦体に火をつけて燃やした。

## 両艦隊の戦列
| イギリス・ナポリ王国連合艦隊 (出帆順) | イギリス・ナポリ王国連合艦隊 (出帆順) | イギリス・ナポリ王国連合艦隊 (出帆順) | イギリス・ナポリ王国連合艦隊 (出帆順) | イギリス・ナポリ王国連合艦隊 (出帆順)               | イギリス・ナポリ王国連合艦隊 (出帆順) | イギリス・ナポリ王国連合艦隊 (出帆順) | イギリス・ナポリ王国連合艦隊 (出帆順) | イギリス・ナポリ王国連合艦隊 (出帆順) | イギリス・ナポリ王国連合艦隊 (出帆順) | イギリス・ナポリ王国連合艦隊 (出帆順) |
| 艦                                    | 等級                                  | 門数                                  | 所属海軍                              | 指揮官                                              | 死傷者数                              | 死傷者数                              | 死傷者数                              | 注記                                  |                                       |                                       |
| 艦                                    | 等級                                  | 門数                                  | 所属海軍                              | 指揮官                                              | 戦死                                  | 負傷                                  | 総計                                  | 注記                                  |                                       |                                       |
| 前衛 (グッドオール中将)               | 前衛 (グッドオール中将)               | 前衛 (グッドオール中将)               | 前衛 (グッドオール中将)               | 前衛 (グッドオール中将)                             | 前衛 (グッドオール中将)               | 前衛 (グッドオール中将)               | 前衛 (グッドオール中将)               | 前衛 (グッドオール中将)               | 前衛 (グッドオール中将)               | 前衛 (グッドオール中将)               |
| ------------------------------------- | ------------------------------------- | ------------------------------------- | ------------------------------------- | --------------------------------------------------- | ------------------------------------- | ------------------------------------- | ------------------------------------- | ------------------------------------- | ------------------------------------- | ------------------------------------- |
| キャプテン                            | 3等艦                                 | 74                                    |                                       | サミュエル・リーヴ艦長                              | 3                                     | 17                                    | 20                                    |                                       |                                       |                                       |
| ベッドフォード                        | 3等艦                                 | 74                                    |                                       | ダヴィッジ・グールド艦長                            | 7                                     | 17                                    | 24                                    |                                       |                                       |                                       |
| タンクレディ                          | 3等艦                                 | 74                                    |                                       | フランチェスコ・カラチオーロ艦長                    | 1                                     | 5                                     | 6                                     |                                       |                                       |                                       |
| プリンセス・ロイヤル                  | 2等艦                                 | 98                                    |                                       | サミュエル・グッドオール中将 ジョン・パーヴィス艦長 | 4                                     | 8                                     | 12                                    |                                       |                                       |                                       |
| アガメムノン                          | 3等艦                                 | 64                                    |                                       | ホレーショ・ネルソン艦長                            | 0                                     | 13                                    | 13                                    |                                       |                                       |                                       |
| ミネルヴァ                            | 5等艦                                 | 32                                    |                                       |                                                     | 0                                     | 4                                     | 4                                     |                                       |                                       |                                       |
| ピラデ                                |                                       |                                       |                                       |                                                     | 0                                     | 0                                     | 0                                     |                                       |                                       |                                       |
| ロウスタッフ                          | 5等艦                                 | 32                                    |                                       | ベンジャミン・ハロウェル艦長                        | 0                                     | 0                                     | 0                                     |                                       |                                       |                                       |
| プーレット                            | 6等艦                                 | 28                                    |                                       | ラルフ・ウィレット・ミラー艦長（コマンダー）        | 0                                     | 0                                     | 0                                     |                                       |                                       |                                       |
| タールトン                            | ブリッグ                              | 14                                    |                                       | チャールズ・ブリスベン艦長                          | 0                                     | 0                                     | 0                                     |                                       |                                       |                                       |
| 中衛 (ホサム中将)                     |                                       |                                       |                                       |                                                     |                                       |                                       |                                       |                                       |                                       |                                       |
| イラストリアス                        | 3等艦                                 | 74                                    |                                       | トマス・フレデリック艦長                            | 20                                    | 69                                    | 89                                    |                                       |                                       |                                       |
| クラジューズ                          | 3等艦                                 | 74                                    |                                       | オーガスタス・モンゴメリー艦長                      | 8                                     | 32                                    | 40                                    |                                       |                                       |                                       |
| ブリタニア                            | 1等艦                                 | 100                                   |                                       | ウィリアム・ホサム中将 ジョン・ホロウェイ艦長       | 1                                     | 18                                    | 19                                    |                                       |                                       |                                       |
| エグモント                            | 3等艦                                 | 74                                    |                                       | ジョン・サットン艦長                                | 7                                     | 21                                    | 28                                    |                                       |                                       |                                       |
| ウィンザー・キャッスル                | 2等艦                                 | 98                                    |                                       | ロバート・リンゼー少将 ジョン・ゴア艦長             | 6                                     | 30                                    | 36                                    |                                       |                                       |                                       |
| インコンスタント                      | 5等艦                                 | 36                                    |                                       | トマス・フリーマントル艦長                          | 3                                     | 14                                    | 17                                    |                                       |                                       |                                       |
| メリーガー                            | 5等艦                                 | 32                                    |                                       | ジョージ・コックバーン艦長                          | 0                                     | 0                                     | 0                                     |                                       |                                       |                                       |
| 後衛 (パーカー中将)                   |                                       |                                       |                                       |                                                     |                                       |                                       |                                       |                                       |                                       |                                       |
| ダイアデム                            | 3等艦                                 | 64                                    |                                       | チャールズ・タイラー艦長                            | 4                                     | 13                                    | 17                                    |                                       |                                       |                                       |
| セント・ジョージ                      | 2等艦                                 | 98                                    |                                       | ハイド・パーカー中将 トマス・フォーリー艦長         | 4                                     | 13                                    | 17                                    |                                       |                                       |                                       |
| テリブル                              | 3等艦                                 | 74                                    |                                       | ジョージ・キャンベル艦長                            | 0                                     | 6                                     | 6                                     |                                       |                                       |                                       |
| フォーティテュード                    | 3等艦                                 | 74                                    |                                       | ウィリアム・ヤング艦長                              | 1                                     | 4                                     | 5                                     |                                       |                                       |                                       |
| ロムルス                              | 5等艦                                 | 36                                    |                                       | ジョージ・ジョンストン・ホープ艦長                  | 0                                     | 0                                     | 0                                     |                                       |                                       |                                       |
| モセール                              | スループ                              | 18                                    |                                       | チャールズ・ペイター艦長                            | 0                                     | 0                                     | 0                                     |                                       |                                       |                                       |
| フォックス                            | カッター                              |                                       |                                       | ジョン・ギブソン海尉                                | 0                                     | 0                                     | 0                                     |                                       |                                       |                                       |
| 死傷者: 戦死74、負傷284、総計358      |                                       |                                       |                                       |                                                     |                                       |                                       |                                       |                                       |                                       |                                       |

| フランス艦隊                   | フランス艦隊 | フランス艦隊 | フランス艦隊 | フランス艦隊                                                              | フランス艦隊 | フランス艦隊 | フランス艦隊 | フランス艦隊                                  | フランス艦隊 | フランス艦隊 |
| 艦                             | 等級         | 門数         | 所属海軍     | 指揮官                                                                    | 死傷者       | 死傷者       | 死傷者       | 注記                                          |              |              |
| 艦                             | 等級         | 門数         | 所属海軍     | 指揮官                                                                    | 戦死         | 負傷         | 総計         | 注記                                          |              |              |
| ------------------------------ | ------------ | ------------ | ------------ | ------------------------------------------------------------------------- | ------------ | ------------ | ------------ | --------------------------------------------- | ------------ | ------------ |
| サ・イーラ                     | 3等艦        | 80           |              | ルイ＝マリー・クーデ艦長                                                  | -            | -            | -            | 拿捕                                          |              |              |
| ヴィクトワール                 | 3等艦        | 80           |              | ダニエル・サヴァリ艦長                                                    | -            | -            | -            |                                               |              |              |
| メルキュール                   | 3等艦        | 74           |              | キャトルフォール艦長                                                      | -            | -            | -            | 3月12日から13日の夜に艦隊を離れる。           |              |              |
| サンスール                     | 3等艦        | 74           |              | ピエール・フランソワ・ニコラ・ベノワ艦長                                  | -            | -            | -            | 拿捕                                          |              |              |
| サンキュロット                 | 1等艦        | 120          |              | ピエール・マルタン少将 (3月13日以降) ピエール＝フェリス・ド・ラパリス艦長 | -            | -            | -            | 3月13日から14日の夜に艦隊との連絡が途絶える。 |              |              |
| デュケーヌ                     | 3等艦        | 74           |              | ザカリー・アルマン艦長                                                    | -            | -            | -            |                                               |              |              |
| トナン                         | 3等艦        | 80           |              | ジュリアン・コスマオ艦長                                                  | -            | -            | -            |                                               |              |              |
| アルシド                       | 3等艦        | 74           |              | ルブロン・サン＝イレール艦長                                              | -            | -            | -            |                                               |              |              |
| バラ                           | 3等艦        | 74           |              | アンドレ・モーロー艦長                                                    | -            | -            | -            |                                               |              |              |
| コンケラン                     | 3等艦        | 74           |              | ルマンク艦長                                                              | -            | -            | -            |                                               |              |              |
| ジェネリュー                   | 3等艦        | 74           |              | ルイ艦長                                                                  | -            | -            | -            |                                               |              |              |
| ゲリエ                         | 3等艦        | 74           |              | ルイ＝アントワーヌ・シプリアン・アンフェルネ艦長                          | -            | -            | -            |                                               |              |              |
| ユールー                       | 3等艦        | 74           |              | シャルル・ニコラ・ラカイユ艦長                                            | -            | -            | -            |                                               |              |              |
| プープル・スーヴェラン         | 3等艦        | 74           |              | シャルボニエ艦長                                                          | -            | -            | -            |                                               |              |              |
| ティモレオン                   | 3等艦        | 74           |              | ジョゼフ・ヒアシンス・イジドール・クロム艦長                              | -            | -            | -            |                                               |              |              |
| ヴェスタール                   | フリゲート   | 36           |              | フーコー海尉                                                              | -            | -            | -            |                                               |              |              |
| ミネルヴ                       | フリゲート   | 40           |              | デロルム海尉                                                              | -            | -            | -            |                                               |              |              |
| アルセスト                     | フリゲート   | 32           |              |                                                                           | -            | -            | -            |                                               |              |              |
| アルテミーズ                   | フリゲート   | 32           |              | ドゥカス海尉                                                              | -            | -            | -            |                                               |              |              |
| クーラジューズ                 | フリゲート   |              |              |                                                                           | -            | -            | -            |                                               |              |              |
| フリポンヌ                     | フリゲート   |              |              | ルイ＝レオンス・トゥルレ艦長 (?) ピエール・マルタン少将(3月13日以降)      | -            | -            | -            |                                               |              |              |
| アレルト                       | ブリッグ     | 10           |              |                                                                           | -            | -            | -            |                                               |              |              |
| アザール                       | ブリッグ     | 18           |              | アマン・レドゥック海尉                                                    | -            | -            | -            |                                               |              |              |
| スクー                         | ブリッグ     | 18           |              | シャラボ三等海尉                                                          | -            | -            | -            |                                               |              |              |
| 死傷者: 総計 戦死600 負傷1,000 |              |              |              |                                                                           |              |              |              |                                               |              |              |
| [ 21 ] [ 22 ]                  |              |              |              |                                                                           |              |              |              |                                               |              |              |